# دو چشم بی‌سو
دو چشم بی‌سو فیلمی به کارگردانی و نویسندگی محسن مخملباف و تهیه‌کنندگی محمدرضا تختکشیان محصول سال ۱۳۶۲ است.

## خلاصه داستان
مش ایمان با بازی محمد کاسبی پسرش نوراله را که مادرزاد نابیناست و پسر دیگرش اسداله را که بی اذن او به جبهه رفته و از پا فلج شده به اصرار همسرش و روحانی روستا به مشهد می‌برد تا از امام رضا شفا بگیرد. نوراله به معجزهٔ امام بینا می‌شود و اسداله که با سر و صدای مردم که این اعجاز جنون مذهبی شان را تحریک کرده از خواب برمی‌خیزد و برادرش را روی دست مردم می‌بیند که به پرواز درآمده…
مخملباف در دومین فیلمش به سراغ باورهای مذهبی مردم می‌رود و با بزرگنمایی این باورها سعی در ایجاد سینمایی معناگرا را دارد که در آن هنر در خدمت تعالی و معنویت مذهبی آدمی قرار می‌گیرد.
مخملباف در کنار این داستان اصلی چند روایت فرعی را نیز پی می‌گیرد که به دلیل تنوع معانی و ضعف شدید فیلمنامه هیچ‌کدام را به ثمر نمی‌رساند. تقابل دو معلم روستا که یکی مذهبی و ارزشیست و آن دیگری مارکسیست و مادی بیشتر مضحک به نظر می‌رسد تا تفکر برانگیز. کاسب بی‌وجدان و محتکر روستا هم به کاریکاتور شبیه ترست تا یک پرسوناژ سینمایی …

## بازیگران
- محمد کاسبی
- مجید مجیدی
- رضا چراغی
- حبیب ولی‌نژاد
- قاسم خرازانی
- عصمت مخملباف
- فاطمه مشکینی
- حمید درخشان
- بهزاد بهزادپور
- حسین صابری
- ابراهیم مجیدی